# Linda Jo Rizzo
Linda Jo Rizzo (née à New York le 1er avril 1955) est une chanteuse et auteure-compositrice américaine d'origine italienne, vivant en Allemagne.

## Biographie
Petite-fille de grands-parents siciliens qui ont émigré aux États-Unis, Linda Jo Rizzo est née et élevée à New York, en 1955. Elle débute comme mannequin dans les années 1970 à Milan, avant de retourner aux États-Unis,. Elle étudie les sciences nutritionnelles et crée sa propre entreprise. Linda Jo Rizzo rejoint ensuite le girl group The Flirts, Elle quitte le groupe en 1985 et emménage en Allemagne, où elle commence sa carrière solo.
La chanteuse collabore avec le producteur Fancy et lance le single You're My First You're My Last, qui rencontre le succès dans les boîtes de nuit européennes en 1986. Les chansons de Linda Jo Rizzo deviennent pendant un moment synonymes d'Italo disco « made in Germany » et leur style reçoit le surnom de « son Linda Jo Rizzo ».

## Vie privée
Linda Jo Rizzo est mère de trois enfants.

## Discographie

### Albums
- 1989 : Passion
- 1999 : Best of Linda Jo Rizzo
- 2015 : Fly Me High

### Singles
- 1985 : Fly Me High
- 1986 : You're My First You're My Last/I've Got the Night
- 1986 : Heartflash (Tonight)/Just One Word
- 1987 : Perfect Love/No Lies
- 1989 : Keep Trying
- 1988 : Passion/Hey Joe/Perfect Love
- 2012 : Heartflash, Passion & You're My First, You're My Last 2012
- 2013 : Day of the Light